# Taras Bulba

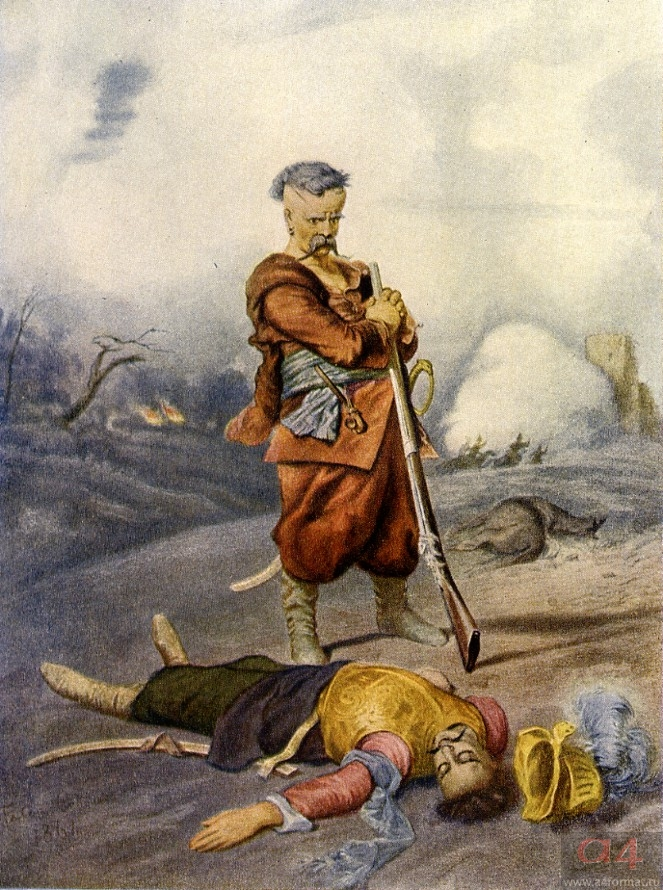
Ilustrație la romanul Taras Bulba, ediția din 1861

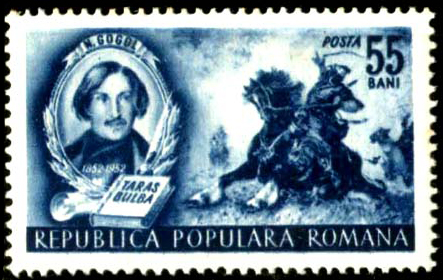
100 de ani de la moartea lui N.Gogol. Marcă poștală R.P.R. cu o scenă ilustrând romanul Taras Bulba

Taras Bulba este un roman istoric publicat în anul 1835 de scriitorul rus Nikolai Gogol. El prezintă povestea romanțată a unui bătrân cazac zaporojean, Taras Bulba, și a celor doi fii ai săi, Andrii și Ostap.
Prima ediție: 1834 (în volumul Mirgorod).
În Mirgrod,(Moșieri de altădată, Taras Bulba, Vii, Cum s-a certata Ivan Ivanovici...), Gogol prelungește direcția romantismului ”gotic”  din Serile în cătunul de lângă Dikanka.
Taras Bulba ilustrează  cultul exagerat al lui Gogol în interpretarea trecutului, în care eroii în cronici sunt exemplari. Eroismul sălbatic al cazacilor zaporojeni, absența oricăror constrângeri morale sunt idealizate de Gogol. Cazacii lui Taras nu concep o viață pașnică, de muncă și rosturi domestice, asimilată de ei „huzurului”, și beției, așteptând lupta cu dușmanul, identificat în turcii păgâni ori în papistașii poloni, deopotrivă de anticriști. Interpretează hilar Evanghelia, socotind că Mântuitorul însuși socotește că menirea pravoslavnicului e aceea de a masacra diferența etnic-religioasă. Polcovnicul Taras cugetă ”cu jale” la cei doi feciori, Ostap și Andrii, care ”în floarea vârstei”, nu au șansa meritată a războiului, drept urmare  se hotărăște să asedieze  cetatea leșească.
Taras aflând că fiul sau Andrii a trecut în tabăra leșilor, fiind îndrăgostit de o papistașă, devine cel mai crunt dușman al mezinului  său. Iar când fiul trece în fruntea husarilor, acesta hotărăște capturarea lui și uciderea cu propria sa mână.
În romanul Taras Bulba lipsa descrierilor psihologie a personajelor este compensată cu descrierea stepei și a malurilor Niprului, în mod minuțios.